# Індже воєвода
Індже воєвода (болг. Индже войвода; його прізвисько Індже походить від тур. ince — тонкий, худий) — є одним з найвідоміших болгарських гайдуків, воєвода, що воював за звільнення Болгарії від османів у XVIII–XIX ст.

## Життєпис
При народженні отримав імя Стоян. Народився, скоріше за все, у селі Попово (Папазкой), яке входить до общини Болярово, близько 1755 року. Змалку залишився без батька, його мати вийшла повторно заміж у м. Сливен, через те тривалий час вважали, що Індже народився у цьому місті. На 7-му році життя був відданий своїм вітчимом до Стамбулу в заклад, де виховували бійців для допоміжних військових загонів, які у війні мали підтримувати яничарів. Саме там отримав своє прізвисько через свою фігуру і свої великі здібності бійця (міг вправно рухатися в бою, відскакувати від нападів, через що був практично невразливий до ударів ятаганом і шаблею). Був включений до загону, який відправили для боротьби з розбійниками в Болгарії. На шляху до місця дислокації в загоні стався бунт, під час якого Індже вбив турецького офіцера — командира загону, через що повсталими був вибраний його лідером.

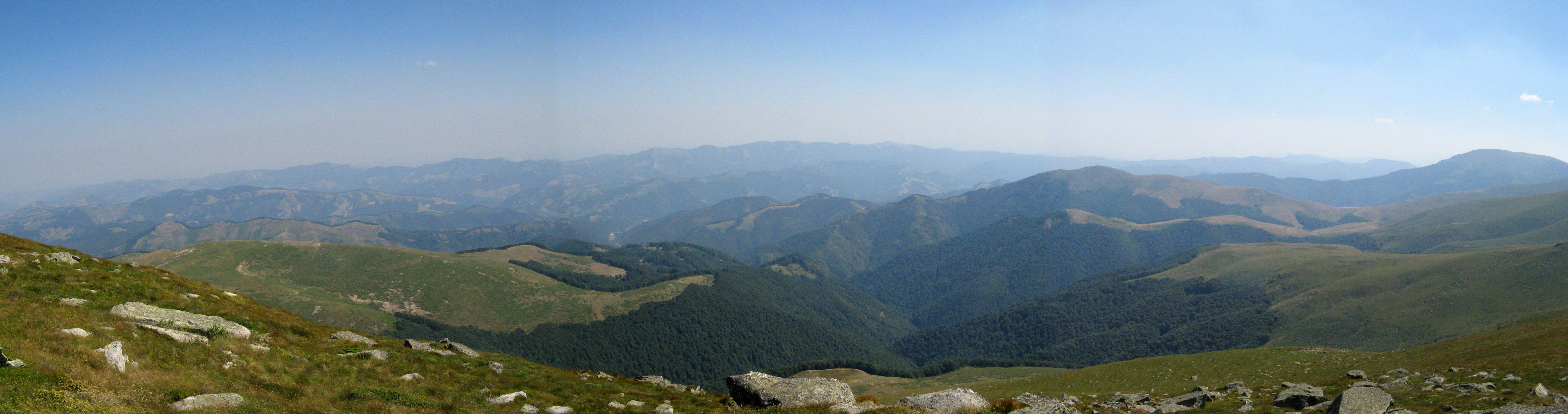
Гори Стара Планина, де гайдуцтвував Індже воєвода.

В подальшому він очолив кінну гайдуцьку дружину у 70 бійців і успішно воював з нею проти османів. Його вирізняла неабияка сміливість й великі організаторські здібності. Про його справедливість свідчили окремі факти — він посадив на палю насильників двох болгарських дівчаток, відбирав гроші від османів і болгарських багатіїв та віддавав їх бідним. Індже спробував навіть організувати спротив на території всієї Болгарії, хоча на той момент це не вдалося. У 1806 році Індже відбув до Модовського князівства, де служив у гвардії молдавського господаря. Тоді його ще називали капітан Індже, Стоян Волонтер. Взяв участь у повстанні проти османів у Дунайських князівствах у 1821 році, коли 17 червня героїчно загинув у битві з османами на річці Прут біля Скулени разом з іншими борцями за свободу від османів, яких очолював один з найяскравіших героїв боротьби за звільнення Греції від османського ярма Атанасіос Карпенісіотис (Цакалоф). Під тиском великої кількості османських військ героїчні вояки відмовились відійти на російський лівий берег Пруту і всі загинули, не склавши зброю.
Про Індже воєводу було створено багато народних пісень, оповідок, легенд, де його оспівували як відданого захисника болгар.
```
«Заплакали ми й ліси,
ліси і гори, 
і листя в лісі. 
Куди Індже прийде, 
там від рабства нас звільнить»
[
5
]
```

Селище в Бургаській області Болгарії — Індже-Войвода (Урумкой) було названо на його честь. За легендою він отримав там тяжке поранення й відлежувався у хаті (болг. чешма), яка збереглася до наших часів. Було створено й багато літературних творів болгарськими письменниками — зокрема, майстром оповідань Й. Йовковим — «Индже», 1926 р.; К. Петкановим — роман «Индже войвода», 1935 р. Можливо, що незакінчена повість О. С. Пушкіна «Кирджалі» присвячена саме Індже воєводі.